# Xã Ridgeland, Quận Corson, Nam Dakota
Xã Ridgeland (tiếng Anh: Ridgeland Township) là một xã thuộc quận Corson, tiểu bang Nam Dakota, Hoa Kỳ. Năm 2010, dân số của xã này là 45 người.